# Roger Lancien
Pour les articles homonymes, voir Lancien.
Roger Lancien, né le 11 juillet 1945 à Nizon (Finistère), est un coureur cycliste français. Il est notamment devenu champion de France amateurs en 1966.

## Biographie
En 1964, Roger Lancien s'impose sur une étape de la Route de France. L'année suivante, il termine 55e du championnat du monde amateurs, remporté par son coéquipier tricolore Jacques Botherel. Il s'illustre ensuite lors de la saison 1966 en devenant champion de France amateurs,. Il se classe par ailleurs deuxième d'une étape du Tour de l'Avenir à Sète, sous les couleurs de l'équipe de France. Après ses performances, il évolue au niveau professionnel en 1967 et 1968 dans l'équipe Mercier-BP-Hutchinson, aux côtés de Raymond Poulidor. Divers problèmes de santé freinent cependant sa progression. Il arrête la compétition à seulement vingt-deux ans.
Après sa carrière cycliste, il devient dirigeant du CC Concarnois. Il travaille également comme commissaire sur des courses amateurs en Bretagne. Son fils Frédéric a lui aussi été coureur cycliste. 

## Palmarès
- 1964
  - 4e étape de l'Essor Breton
  - 1rea étape de la Route de France[3]
  - 2e de Paris-La Ferté-Bernard
- 1965
  - Grand Prix de Névez
- 1966
  -  Champion de France sur route amateurs